# 夢のうた/ふたりで…
「夢のうた／ふたりで…」（ゆめのうた/ふたりで）は、日本の歌手、倖田來未の33枚目のシングル。2006年10月18日にrhythm zoneから発売。

## 解説
「CD+DVD」の初回盤は、ボーナス・トラック2曲収録+特殊カラー背帯仕様+9ッ折スペシャルフォトライナーが封入され、「CDのみ」の初回盤は、ボーナス・トラック2曲収録+特殊カラー背帯仕様+8ページスペシャルブックレット仕様となっており、両A面シングルで、2曲ともメロディは同じだが、歌詞やアレンジが違うという仕上がりになっている。
2曲ともにストーリー仕立てのミュージック・ビデオが制作され、倖田の恋人役に俳優の渡部篤郎が出演している。MVの監督は川村ケンスケ。
「夢のうた」で、第39回日本有線大賞、第48回日本レコード大賞 最優秀歌唱賞を受賞した。

## 楽曲解説
夢のうた
歌詞の内容は別れの悲しみをテーマにしたもの。こちらは、元彼が毎日のように夢の中に出てきた時の気持ちを歌った楽曲である。歌番組では、こちらの楽曲を披露することが多く、この曲で同年末の『第57回NHK紅白歌合戦』出場を果たしている。
本作について倖田は「デモテープで聞いた時点からこの曲は行ける」と思い、制作に取りかかったと語っており、いざ作詞しようとしたところ、悲しい言葉が思い浮かぶばかりであったといい、とにもかくにも自分の中の言葉の全てを吐き出してみようと書き出して出来たのが「夢のうた」であったという。
ふたりで…
こちらの楽曲「夢のうた」とは対照的に育む幸せをテーマにしたもの。クリスマス風のアレンジとなっている。こちらは「夢のうた」のデモテープを聞き、女性スタッフと相談したところ、「幸せな曲に仕上げて欲しい」と要望が出、「夢のうた」が完成した後に「幸せな曲」というアイデアも無駄にしたくないと思い、作られたのが「ふたりで…」であったといい、また、友人の結婚式のために作ったウェディングソングでもあるという。
ラジオで先行公開された音源とは若干アレンジが変わっている。テレビではあまり歌われず、同年12月20日に発売された5thアルバム『Black Cherry』、2010年に発売されたベストアルバム『BEST〜third universe〜』にも収録されておらず、本楽曲はこのシングルのみの収録となっていたが、2021年にリリースされたオールタイムベストアルバム『BEST 〜2000-2020〜』のファンクラブ限定盤において、初収録がなされた。

## 収録曲

### CD
- 全作詞：Kumi Koda / 全作曲：miwa furuse

#### 初回限定盤
1. 夢のうた [4:45]
編曲：Toru Watanabe
2. ふたりで… [4:31]
編曲：h-wonder
3. 夢のうた〜Quartet version〜 (Bonus track)
Remixed by udai shika
オーケストラ風のアレンジとなっている。
4. ふたりで…〜WHOOSH MIX〜 (Bonus track)
Remixed by Cube Juice
5. 夢のうた "Instrumental" [4:45]
6. ふたりで… "Instrumental" [4:33]

#### 通常盤
1. 夢のうた
2. ふたりで…
3. 夢のうた "Instrumental"
4. ふたりで… "Instrumental"

### DVD
1. 夢のうた (MUSIC VIDEO)
2. ふたりで… (MUSIC VIDEO)
3. 夢のうた ／ ふたりで… (MAKING VIDEO)

## タイアップ
- テレビ朝日系ドラマ『だめんず・うぉ〜か〜』主題歌 (#1)
- ドワンゴTVCMソング (#1, #2)
- テレビ朝日系ドラマ『だめんず・うぉ〜か〜』最終回挿入歌 (#2)

## 収録アルバム
- 夢のうた
  - 『Black Cherry』
  - 『BEST 〜third universe〜』
  - 『WINTER of LOVE』
  - 『BEST 〜2000-2020〜』
- ふたりで...
  - 『BEST 〜2000-2020〜』(ファンクラブ限定盤)

## 収録ライブ映像
- 夢のうた
  - 『KODA KUMI LIVE TOUR 2006-2007 〜second session〜』
  - 『KODA KUMI LIVE TOUR 2007 〜Black Cherry〜 SPECIAL FINAL in TOKYO DOME』
  - 『KODA KUMI 2009 TAIWAN』
  - 『Koda Kumi 15th Anniversary First Class 2nd LIMITED LIVE at STUDIO COAST』(WALK OF MY LIFE、ファンクラブ限定盤)
  - 『KODA KUMI LIVE TOUR 2019 re(LIVE) 〜Black Cherry〜』
    - 『KODA KUMI LIVE TOUR 2019 re(LIVE) -Black Cherry- & -JAPONESQUE-』(ファンクラブ限定盤)
- ふたりで…
  - 『KODA KUMI LIVE TOUR 2008 〜Kingdom〜』
  - 『KODA KUMI LIVE TOUR 2010 〜UNIVERSE〜』
  - 『Koda Kumi 15th Anniversary Live Tour 2015 〜WALK OF MY LIFE〜』(Bonus Movie)